# Gallino-Kruzifix

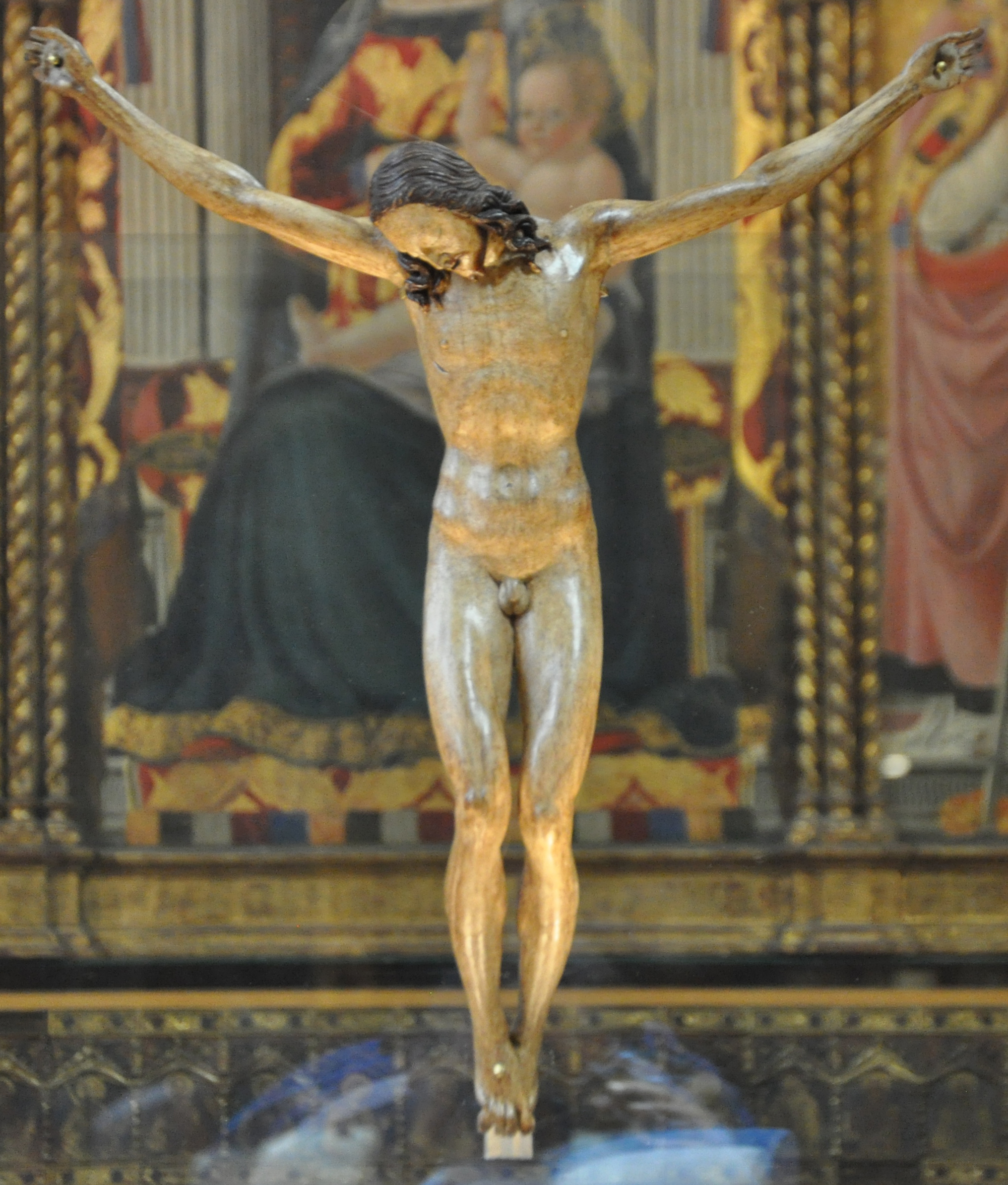

Das Gallino-Kruzifix, benannt nach dem Nachnamen des Antiquitätenhändlers aus Turin, der es 2008 an den italienischen Staat verkauft hat, ist eine kleine Holzskulptur aus Lindenholz (41,3 × 39,7 cm). Sie stellt die Kreuzigung Jesu ohne Kreuz dar, datiert ca. 1495–1497, und wird Michelangelo Buonarroti zugeschrieben. Trotz des ersten Hinweises auf Lindenholz besteht das Objekt höchstwahrscheinlich aus Pappel.
Das für private Andachten bestimmte Kruzifix war im Besitz des Antiquitätenhändlers Giancarlo Gallino (1940–2011) aus Turin, bevor es Michelangelo zugeschrieben wurde. Eine Zuschreibung die zudem die entgegengesetzte Meinung einiger Fachleute widerspiegelt. Die Fachleute haben sich in der Tat in gegensätzlichen Extremen aufgeteilt, zwischen denen, die es als Werk des toskanischen Bildhauers betrachten, und denen, die es mit gegenteiliger Bewertung als serielles oder halbserielles Werk einer Holzschnitzerwerkstatt betrachten, die in Florenz der Renaissancezeit tätig war. Die Entscheidung des italienischen Staates, einen beträchtlichen Geldbetrag für seinen Erwerb bereitzustellen, hat daher zu erheblicher Beunruhigung und Ermittlungen des Rechnungshofes und der Strafjustiz geführt. Der Fall veranlasste den Rechnungshof im Februar 2012, den damaligen Generaldirektor des Ministeriums für Kulturgüter, Roberto Cecchi, die Superintendentin des Polo Museale Fiorentino, Cristina Acidini, und vier Beamte des Ministeriums anzuklagen.
Der Rechnungshof hat im September 2013 in der Rechtssache (Nr. 643 des Jahres 2013 der Sektion Latium) entschieden und die Beklagten vom Vorwurf des "steuerlichen Schaden" freigesprochen, da nach Ansicht der Richterkommission der Schaden für das Schatzamt nicht genau beziffert wurde. Es wurde jedoch in mehreren Punkten das Verhalten der Personen kritisiert, die in dem Verfahren vor dem Erwerb des Kruzifixes durch den Staat beteiligt waren, und das Verfahren zur Beurteilung der tatsächlichen Zuschreibbarkeit des Werkes auf Buonarroti als unzureichend beurteilt.
Das Kruzifix wurde dem Polo Museale Fiorentino anvertraut. Seit Oktober 2011 befindet es sich im Bargello, wo es seit dem 4. April 2012 seinen endgültigen Platz in einem Schrein der Kapelle der Podestà gefunden hat.

## Geschichte

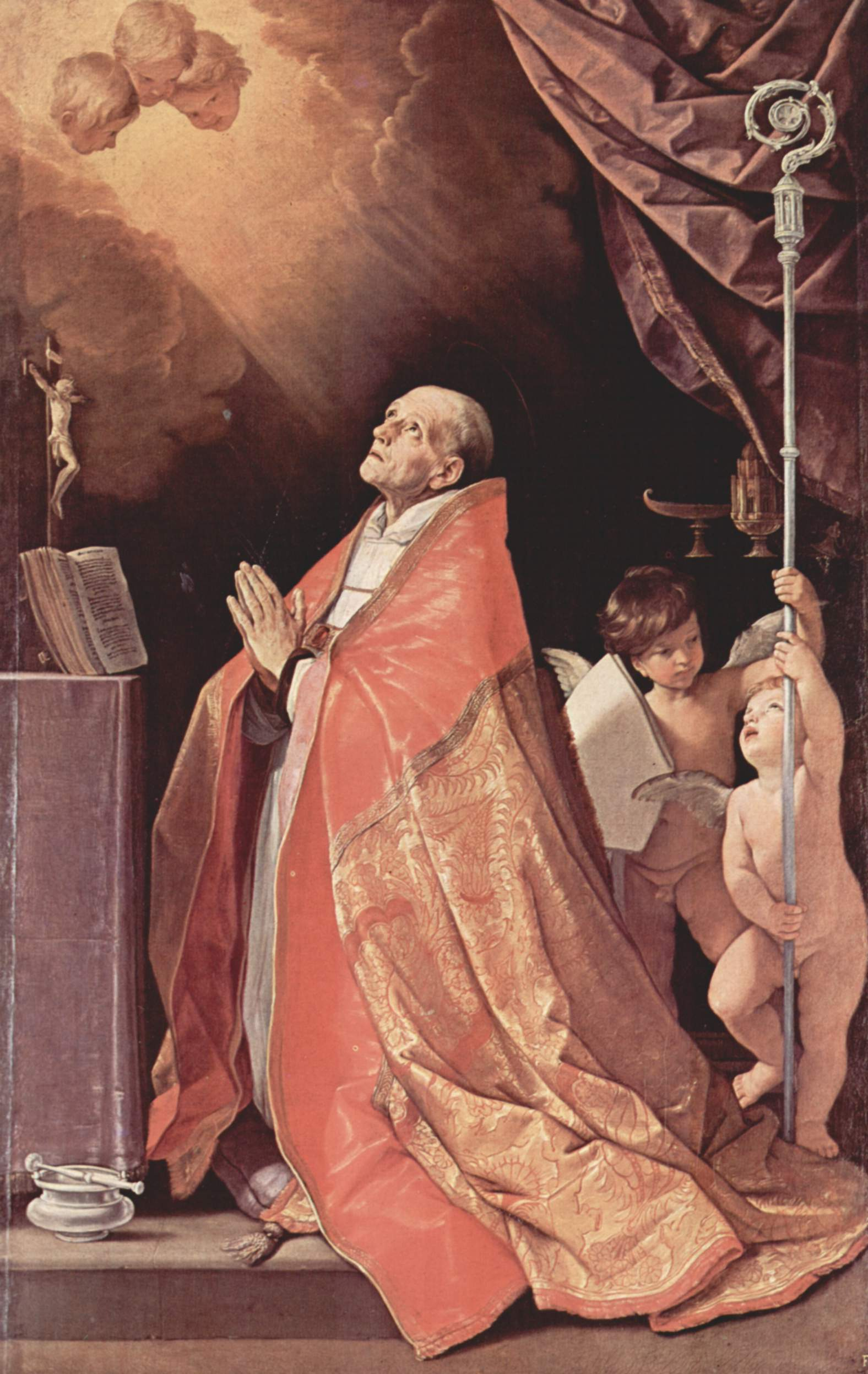
Sant'Andrea Corsini von Guido Reni (ca. 1630-35): das Kruzifix war Gegenstand einer Zwangsassoziierung mit dem Gallino-Kruzifix

Das Werk scheint erst in den 1990er-Jahren ans Licht gekommen zu sein, als der Antiquar Giancarlo Gallino das Kruzifix einem großen Michelangelo-Experten zur Kenntnis brachte.

### Angebliche Herkunft von Corsini
In einer Stellungnahme, die in den Fernsehnachrichten vom 21. Dezember 2008 während eines Auftritts in einem RAI-Fernsehstudio zum Ausdruck kam, verwies Roberto Cecchi, Generaldirektor des historisch-künstlerischen Erbes, auf einen nicht näher spezifizierten jedoch gesicherten florentinischen Ursprung. Aus dieser Anspielung ist eine faszinierende Geschichte entstanden, die aus dem Erbe einer alten Familie, der Corsini, entstanden ist, die so berühmt ist, dass sie einen Papst im 18. Jahrhundert (Clemens XII.) und im 14. Jahrhundert einen Heiligen (San Andrea Corsini) hervorbrachte. Eine Darstellung des letzteren, in einem Gemälde von Guido Reni, führte zu einer weiteren Bereicherung der Geschichte. Das Kruzifix war auf dem Gemälde von Guido Reni aus der ersten Hälfte des 17. Jahrhunderts zu sehen. In Wirklichkeit wurden sowohl das Erscheinen aus dem Nichts im 20. Jahrhundert als auch die suggestive Geschichte der Zugehörigkeit zu einer berühmten Patrizierfamilie durch journalistische Untersuchungen als auch durch die Untersuchungen der Carabinieri auseinandergenommen, die Raum für weitere Spekulationen ließ. Wie sich herausstellte, war das Kruzifix ein Objekt, das seit einiger Zeit auf dem Kunstmarkt im Umlauf war. Giancarlo Gallino hatte es auf dem florentinischen Antiquitätenmarkt von einem anderen Antiquitätenhändler in der Via Maggio erworben, während die Skulptur zuvor in New York auf dem Markt angeboten worden war, wo es derselbe Antiquitätenhändler aus der Via Maggio für einen bescheidenen Betrag erworben hatte «entspricht ca. 10.000 Euro».
Die Zuordnung des Gallino-Kruzifixes zu dem Kruzifix auf dem Bild von Guido Reni ist daher eine völlig willkürliche und erzwungene Anspielung, der auch stilistische Gründe zugrunde liegen. Der Christus am Kreuz von Reni gilt als «eine typische Erfindung des bolognesischen Malers, welche den Weg zum Christus von Alessandro Algardi und Gian Lorenzo Bernini öffnet».

### Erste Museumsausstellung
Es wurde erstmals 2004 im Museo Horne in Florenz der Öffentlichkeit vorgestellt und erhielt positive Stimmen über die Zuschreibung von Giancarlo Gentilini, Antonio Paolucci, Cristina Acidini, Umberto Baldini, Luciano Bellosi, Massimo Ferretti (letzterer beabsichtigte anschließend, seine Position zu klären und definierte den Umgang mit dem Namen Michelangelo als unsicher). An dieser Zuschreibung, die in Zeitungsartikeln erfolgte, hielten der Kunsthistoriker Arturo Carlo Quintavalle und auf vorsichtige und differenzierte Weise Vittorio Sgarbi fest. Nach der Ausstellung wurde das Werk beschlagnahmt und dem Ministerium für Kulturgüter und Tourismus unterstellt.

### Vorherige Verkaufsversuche
Im Jahr 2006 wurde das Werk in einer ersten Anfrage der Cassa di Risparmio di Firenze mit einem Preis von 15 Millionen Euro zum Kauf angeboten. Angesichts der Vorsicht der von der Bank konsultierten Experten (insbesondere Mina Gregori) reduzierte der Eigentümer seine Ansprüche auf 3 Millionen Euro, ein Schritt, der nicht dazu diente, die Bank zum Kauf zu bewegen.

### Kauf durch den italienischen Staat
Am 5. Juli 2007 schlug Giuliano Gallino dem Ministerium, damals unter der Leitung von Francesco Rutelli, den Verkauf zu einem Preis von 18 Millionen Euro vor.
Nach den Stellungnahmen des Ausschusses für historische Kunstgegenstände, des technisch-wissenschaftlichen Gremiums des Ministeriums und dem Abschluss der Verhandlungen wurde die Angelegenheit im Jahr 2008 abgeschlossen, als der Leiter der Abteilung durch Sandro Bondi ersetzt wurde. Am 13. November 2008 legte Roberto Cecchi, der Leiter der Generaldirektion für das historisch-künstlerische Erbe, ein formelles Kaufangebot über 3.250.000 Euro vor. Das Angebot wurde vom Verkäufer am folgenden Tag angenommen und sah den Erwerb des Kunstwerks durch den italienischen Staat vor. Das Kruzifix, das in der italienischen Botschaft am Heiligen Stuhl und später in der Camera dei deputati und anderswo (wie das Castello Sforzesco in Mailand) ausgestellt war, stand der florentinischen Soprintendenza für einige notwendige Restaurierungsarbeiten und für weitere Studien zur Verfügung, für die auch ein Computertomograph verwendet wurde. Seinem endgültigen Standort erhielt es am 25. Oktober 2011, als es im Bargello, im Schrein in der Kapelle der Podesta ausgestellt wurde.

## Zuschreibung

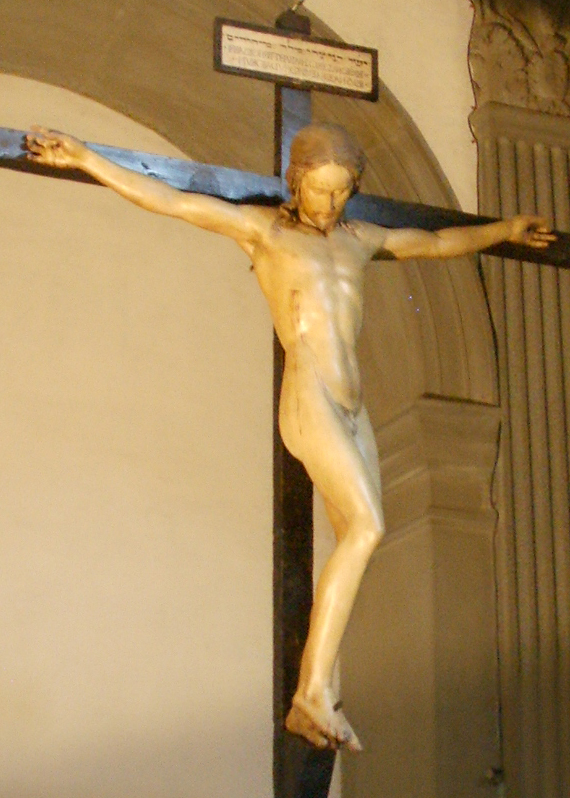
Das Kruzifix von Santo Spirito, Frühwerk von Michelangelo

Die Zuschreibung der Arbeit wurde von vielen Fachleuten positiv und negativ bewertet. Insbesondere wurde ein direkter Vergleich mit dem Kruzifix von Santo Spirito vorgeschlagen, das als Jugendwerk Michelangelos gilt, in dem ein süßer, sanfter und religiös komponierter Stil vorherrscht, der sich so sehr vom Titanismus der Werke seiner Reife unterscheidet, in dem man aber bereits eine extreme Beachtung der Anatomie sieht, die Michelangelo im Augustinerkloster von Santo Spirito an Leichen studieren konnte. Auch das Gallino-Kreuz zeigt eine extreme Liebe zum Detail, die in den Sehnen der Füße oder im Kniegelenk deutlich sichtbar ist, was mit den Werken anderer Meister dieser Zeit keinen Vergleich hat. Auch der Ausdruck, schweigend schmerzhaft, aber nicht zerrissen, erinnert an das Werk in Santo Spirito und reagiert perfekt auf den von Savonarola vertretenen ästhetischen Kanon, mit einem Fokus auf die Harmonie, die typisch für die Renaissance ist (die Proportionen des Körpers sind im Kreis perfekt beschreibbar, wie Leonardos vitruvianischer Mensch). Das Datierung erfolgt dann sinngemäß zwischen etwa 1495 und 1497.

### Befürwortende Stellungnahmen

#### Giancarlo Gentilini
Professor Giancarlo Gentilini, Professor für moderne Kunstgeschichte in Perugia, hatte bereits vor 2004 zusammen mit Umberto Baldini und Luciano Bellosi die Hypothese der Zuschreibung an Michelangelo durch die Fokussierung auf Quellen und Ähnlichkeiten vorangetrieben. Gentilini zweifelt stark daran, dass das bunte Holzkreuz ein Beispiel für eine "Serienproduktion" sein kann, vor allem, weil "die starke Neigung des Kopfes […] während der Bearbeitung erdacht wurde, während es in den anderen [Kruzifixen] das Resultat einer Wiederaufnahme eines bereits bekannten Modells ist". Darüber hinaus "dass die Haltung des Turiner Kruzifixes, mit dem Kopf nach unten auf der rechten Schulter, dem gestreckten und verlängerten Körper, der markanten Brust, dem zusammengezogenen und verdünnten Bauch, völlig im Einklang mit einem formalen Entwurf steht der Michelangelo sehr am Herzen liegt und sich eindeutig in seiner Identität mit dem "Entwurf" eines Kruzifixes des Museums Casa Buonarroti in Florenz zeigt, ebenfalls aus Lindenholz und noch kleiner (27 cm), das heute als eigenhändiges Werk von Buonarroti angesehen wird, und sich auf einige Briefe von 1562-63 bezieht, die bezeugen, wie der "göttliche" Meister am Vorabend seines Todes damit beschäftigt war "ein Holzkreuz" für seinen Neffen Leonardo zu schnitzen. Zwei unwiderlegbare und wirklich berührende Zeugnisse einer Praxis, der Holzschnitzerei von kleinen Kruzifixen zur häuslichen Andacht, obwohl sie aus offensichtlichen Gründen aus den Quellen weggelassen wurden, aber sicherlich nicht mit der Realisierung der berühmten Kruzifixes von Santo Spirito beendet wurde. Schließlich fügt Gentilini hinzu, dass "ein solches Szenarios auch in Vasaris Biographie bestätigt wird, der erwähnt, dass ein gewisser Menighella, ein mittelmäßiger Handwerker aus Valdarno, aber "ein sehr angenehmer Mensch", der wie einige Briefe von 1518 bezeugen, von Michelangelo sehr geschätzt wird, Buonarroti "ein Modell eines schönen Kruzifixes" machen ließ, das erfolgreich für den lokalen Markt in Papiermaché repliziert wurde".

#### Marco Fioravanti
Professor Marco Fioravanti, Professor für Holztechnologie an der Fakultät für Landwirtschaft in Florenz, hatte bereits bei den ersten Beobachtungen im Jahr 2004 festgestellt, dass „die Figur Christi nicht aus einem einzigen Holzstück besteht“, aber es ist das Ergebnis einer „Montage von mindestens zwei separaten Teilen mit sehr unterschiedlichen Abmessungen“. Zusätzlich „In der unteren Hälfte des Kopfes befindet sich ein hölzerner keilförmiger Einsatz“ die „dem sterbenden Christus eine andere und genauere Neigung verliehen hat“. Schließlich „hat keiner der bisherigen Vergleiche von Skulpturen vergleichbarer Größe aus der Zeit Michelangeslos ähnliche strukturelle Merkmale gezeigt“. In der zweiten Phase der Studien, die im Dezember 2011 in einem Labor für digitale Bildverarbeitung in Careggi (Florenz) durchgeführt wurden, gelang es durch den Einsatz einer speziellen Software, die Oberflächenfarben und die Schichten des Präparats praktisch zu entfernen und so die Sicht auf das geschnitzte Holz zu erhalten, das die hohe Qualität offenbart und  bestätigt durch „verfeinerte und wahrheitsgetreue Wiedergabe der Körpermuskulatur, die der Künstler zu reproduzieren beabsichtigte“ erkennbar „nicht nur auf der bemalten Oberfläche, sondern auch auf der modellierten Holzoberfläche“. Man kann sagen, dass es nicht wirklich eine Serienarbeit sein kann.

#### Massimo Gulisano
Professor Massimo Gulisano, Professor für Humane Anatomie an der Fakultät für Medizin und Chirurgie der Universität Florenz, hatte in der Vergangenheit zusammen mit Dr. Pietro Antonio Bernabei die anatomische Untersuchung an zwei „zertifizierten“ Werken von Michelangelo durchgeführt: das Holzkruzifix von Santo Spirito in Firenze und der David in der Galleria dell'Accademia. Aus dem Vergleich der verschiedenen Analysen zog Gulisano eine Reihe von Analogien über das im Bargello ausgestellte Kruzifix, dank der er bestätigen konnte, dass Michelangelo „die menschliche Anatomie aus direkter und langer Erfahrung perfekt kannte und eine große Fähigkeit hatte sie präzise darzustellen, angefangen von der Identifizierung einzelner Merkmale bis zur Ausführung der Arbeit“. Nicht nur: „Er nutzte das anatomisch-funktionale Wissen über den Bewegungsapparat, um die Trägheit oder Bewegung des Körpers, seine Hingabe an die Schwerkraft oder seinen Kontrast dazu darzustellen. Selbst Künstler, die über ausgezeichnete praktische Kenntnisse der Anatomie verfügen, arbeiten nicht mit dieser operativen und konzeptionellen Sequen.“

### Weitere
Weitere Fachleute haben sich für eine Zuordnung zu Michelangelo ausgesprochen: «Wenn es nicht Michelangelo ist, dann ist es Gott» (Federico Zeri, Aussage in  Il Giornale dell'Arte, Mai 2004); «Ich hatte die Fotos gesehen und war neugierig, aber als ich es in der Hand hatte, war ich wegen seiner überragenden Schönheit geblendet, wie der heilige Paulus auf dem Weg nach Damaskus.» (der Satz ist von Umberto Baldini aus dem Artikel Il «calvario» del Cristo di Michelangelo (Der «Leidensweg» des Christus von Michelangelo), "Il Giornale", 3. Dezember 2004, auch in einer Schrift von Antonio Paolucci im Jahr 2008 zitiert); «Eine so lebendige Ausformung des "Brustkorbes", der Hüfte und des Bauches, ein so weiser und kontinuierlicher Fluss komplexer Gelenke ineinander, eine solche Mobilität von extravaganter und ergreifender Schönheit der Oberflächen, scheint mir einer Vorstellung vom menschlichen Körper zu entsprechen, die so hoch ist, dass sie den Bezug zu dem großen Künstler unterstützt, der so viele unvergessliche Interpretationen dieses Aspekts der Menschheit angeboten hat.» (Luciano Bellosi in Il Giornale dell'arte, Mai 2004); «Diese athletische und fast androgyne Schönheit zeichnet auch das Bargello Kruzifix aus: Die Beine sind lang und spitz zulaufend und setzen sich in weiche, fast abgerundete, sehr feminine Seiten fort, aber die Taille ist schmal und die Brust ist breit und kräftig. Die Muskeln der Oberschenkel und der Bauchmuskeln wirken betont. Die Rückseite ist wie in einigen Zeichnungen, die vor 1503 von Michelangelo ausgeführt wurden, sehr gut studiert» (Sergio Risaliti in Il corpo della fede (Der Körper des Glaubens), "Corriere Fiorentino", 15. April 2012).

### Gegenmeinungen

#### Margrit Lisner
Die Zuschreibung an Michelangelo wird stattdessen von Margrit Lisner abgelehnt, «führende Expertin für florentinische Kruzifixe der Renaissance», der wir die Zuschreibung des Kruzifixes von Santa Spirito an den jungen Michelangelo verdanken: Sie ist der Ansicht, dass das kleine Gallino-Kreuz das Werk von Sansovino ist.

#### Stella Rudolph

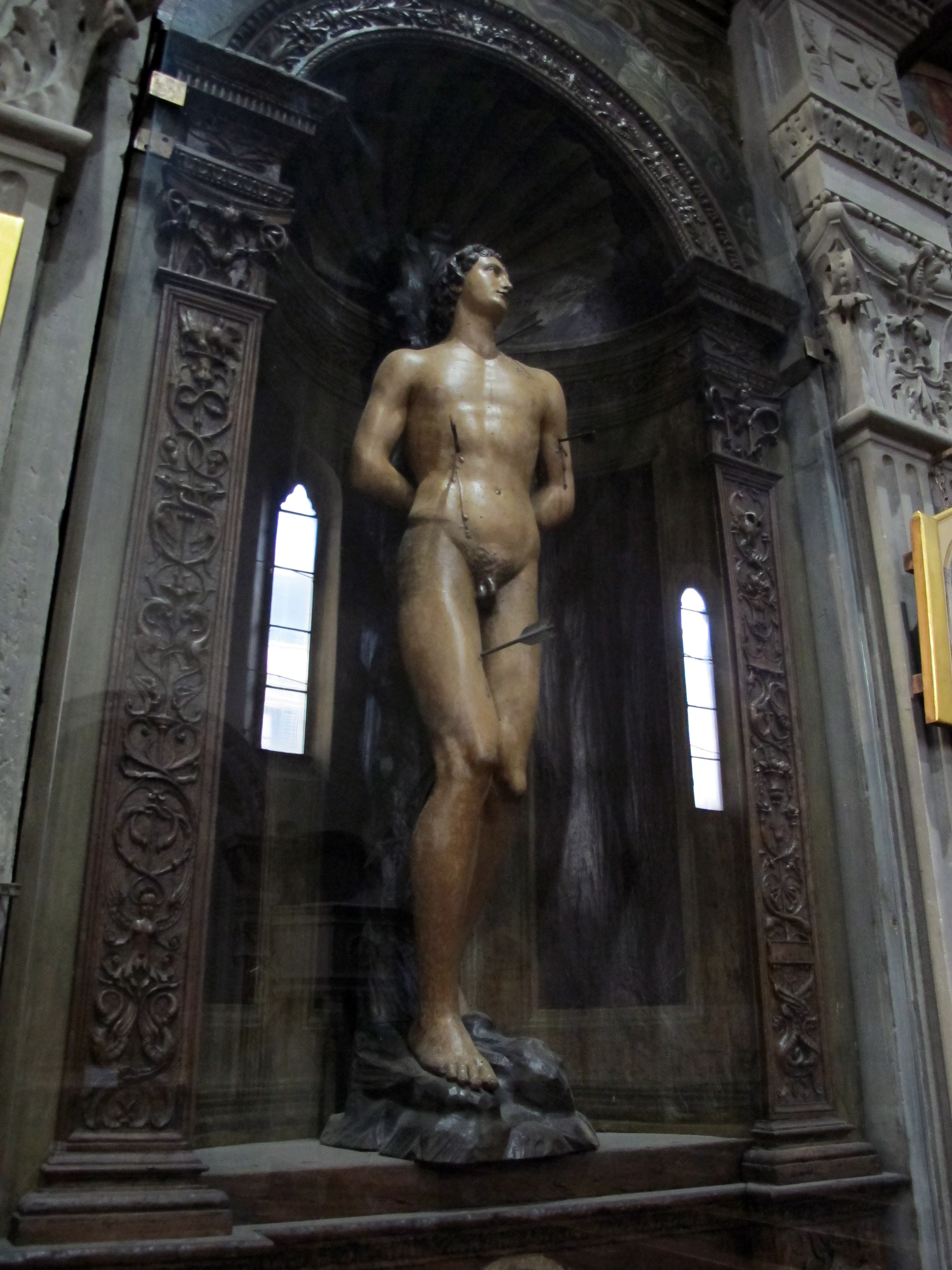
San Sebastiano von Leonardo del Tasso, in der Kirche Sant'Ambrogio in Florenz

Stella Rudolph, hat die Malerei des 17. Jahrhunderts und insbesondere Maratta studiert, hat stattdessen eine Zuschreibung an den Florentiner Legnaiuolo Leonardo del Tasso vorgeschlagen. Das kleine Gallino-Kreuz ähnelt laut der Fachfrau einen Heiligen Sebastian in einem geschnitzten Holzaltar, der sich in einer Nische an der linken Wand der Kirche Sant'Ambrogio in Florenz befindet.
Es wird auch die Unstimmigkeit des Preises unterstrichen. Er ist geradezu lächerlich für ein eigenhändiges skulpturales Jugendwerk von Michelangelo, von dem sogar für «die Zeichnung einer Schmerzensmutter in einer Auktion bei Sotheby’s im Jahr 2001 eine Preis von € 10.200.000,00» erzielt wurde. Dieser Preis würde stattdessen zu einem "unverhältnismäßigen" Preis werden, wenn er sich auf ein Serienwerk oder auf eine zweifelhafte Zuschreibung bezieht.

#### Paola Barocchi
Eine ähnlich negative Haltung hat Paola Barocchi, emeritierte Professorin an der Scuola Normale di Pisa und einer der maßgeblichen Spezialistinnen von Michelangelo, eingenommen, die sich zum Kruzifix mit diesen Begriffen ausdrückt: „ein Serienwerk. Es gibt nichts von Michelangelo, nicht einmal die Schule. Stattdessen stehen wir vor einem guten Schnitzer und seiner Werkstattkameraden aus dem späten 15. Jahrhundert. Sie schufen etwa zehn Werke, die 2004 zusammen mit dem fälschlicherweise Michelangelo zugeschriebenen Christus, in einer Ausstellung im Museum Horne ausgestellt wurden“.

#### Francesco Caglioti
Francesco Caglioti, ein Spezialist für Renaissance-Skulpturen, äußerte die gleiche Ansicht und betonte die Unzulässigkeit der stilistischen Annäherung an das große Kruzifix von Santo Spirito. Seiner Meinung nach steht das Werk in der Tradition des hohen künstlerischen Handwerks der florentinischen Holzschnitzer, deren den Fachleuten wohlbekanntes Qualitätsniveau, einen echten künstlerischen Vorrang in Florenz garantiert. Das Gallino-Kruzifix um jeden Preis dem unwiederholbaren Werk von Michelangelo zuzuschreiben, würde bedeuten, die hohe Qualität dieser florentinischen Kunsttradition zu hinterfragen, die in der Renaissance beispiellos war.

#### Mina Gregori
Die Kunsthistorikerin Mina Gregori, Mitglied der Accademia Nazionale dei Lincei, äußerte sich negativ über die Echtheit und die Zuschreibung und hoffte, dass der Staat die Möglichkeit einer Rückgabe an den Verkäufer prüfen würde. Es war derselbe Gelehrte, der die Cassa di Risparmio di Firenze vom Kauf abgehalten hatte, obwohl das Objekt für einen noch etwas niedrigeren Preis angeboten worden war.

#### Giovan Battista Fidanza
Giovan Battista Fidanza, Mitarbeiter der Geschichte der modernen Kunst an der Universität Rom "Tor Vergata" und Wissenschaftler für die Beziehung zwischen materiellen und formalen Elementen in der Holzskulptur der Neuzeit, hat Michelangelo als Holzbildhauer einen Artikel in der Zeitschrift Wiener Jahrbuch für Kunstgeschichte (2010) gewidmet, in dem er jeden Hinweis auf Michelangelos kleine Holzskulptur endgültig aufhebt. Der Aufsatz hebt insbesondere hervor, dass Michelangelo nicht auf die Hilfsmittel des typischen Holzschnitzers zurückgreifen konnte (wie z. B. der in den Hals eingesetzte Keil für die Wirkung des zurücklegbaren Kopfes), die durch die an den Arbeiten durchgeführten diagnostischen Untersuchungen deutlich sichtbar werden (in erster Linie der CT-Scan, der auch die Modellierungsdicke der Vorbereitungsschicht, in einigen Fällen sogar mit bloßem Auge, sichtbar macht).

#### Weitere
Alessandro Nova, Vizedirektur des Kunsthistorisches Institut in Florenz, hat Erstaunen über die Art und Weise gezeigt, wie «die Regierung mit all den Problemen die es gibt, in solche Arbeiten investiert» und ein wenig von der «risikoreichen Schlacht um dieses Werk». In einem ähnlichen Kommentar betont Claudio Pizzorusso von der Universität Siena «absurder Preis in einem schwierigen Kontext, […] für eine einfache Hypothese, nicht für einen echten Michelangelo» zu welchem Kontrapunkt, wiederum nach Pizzorusso, die allgemeine Gleichgültigkeit für «viele Werke von großem Wert, aber weniger präsent». Eine teilweise Korrektur wurde auch von Massimo Ferretti geäußert, der zunächst unter den Anhängern aufgeführt war, aber klarstellte, dass er es nicht getan hatte «Ich sagte, es ist von Michelangelo. Eigentlich wusste ich nicht, wie ich den Kreis der Zuschreibung entsprechen sollte, und am Ende habe ich ein Fragezeichen gesetzt».
In einigen Kreisen der Kunstkritiker ist die Tatsache auch Gegenstand einer gewissen Ironie gewesen: „Haben die Italiener 4,2 Millionen Dollar für ein gefälschtes Michelangelo-Kreuz verloren?“, da darauf hingewiesen wurde, dass es keine Dokumentation der Arbeit in den Biographien der damaligen Zeit gibt.